# ФК Омладинац Дероње
ФК Омладинац је аматерски фудбалски клуб из Дероња и тренутно игра у МФЛ Сомбор – 1. разред, шестом нивоу српског фудбала.

## Историја
Такмичарски фудбал у Дероњама између два рата се није играо  али по неким причама фудбал се први пут неслужбено у селу заиграо 1924. године. Споменуте године није било регистрованог клуба из Дероња. Мештани су ту неформалну екипу називали Обилић, затим Слога . 
После рата фудбалски клуб у Дероњама се по први пут региструје и добија име Омладинац. Од 1964. до 1970. године фудбалски клуб из Дероња не наступа у некој од такмичарских лига. 
У лето 1970. године Омладинац се укључује у "Међуопштинску лигу", тада последи фудбалски ранг, и у њему остаје до лета 1973. године када ће као петопласирани тим изборити карту за прелазак у већи ранг.  У дебитантској сезони "Сомборске лиге" осваја друго место (40 бодова), са само једним бодом мање од првопласираног Граничара из Риђице (41), и заједно са њим пласира се у тада јаку Бачку лигу (4. ранг). Након само једне сезоне такмичења међ' четворолигашима, где су за противнике имали реномиране клубове попут Младости, Текстилца, Станишића, Спорта, ПИК-а итд, фудбалери Омладинца су заузели последње место са 18 бодова, четири бода мање од петнаестопласираног Полета из Сивца који је остао у лиги. Након шеснаест година играња у предпоследњем рангу такмичења (5. 6. , некада и 7. ранг) и једне епизодне сезоне у четвртом, Омладинац испада након сезоне 1988/89. у "бетон лигу". Након само две године у најнижем рангу, екипа из Дероња се враћа у Међуопштинску лигу - 1. разред (тада 7. ранг) и у њој се задржава до лета 1995. године када као првопласирани тим прелази у Подручну лигу Сомбор (6. ранг).
Почетком двехиљадитих година Омладинац бележи добре резултате пласиравши се у три наврата у сами врх табеле сомборске подручне лиге. Награда за добре резултате стиже након сезоне 2002/03. кад је екипа из Дероња завршила као трећа са 63 освојена бода колико је имао и другопласирани ФК "Липар". Првак те године Спорт из Бездана због финансија одустаје од пласирања у већи ранг такмичења, и са већ споменутом екипом из Липара, као и са четвртопласираном ФК Слогом из Чонопље (57 бод) пласираће се у Другу Војвођанску лигу - север. Као и пре тридесет година када су први и последњи пут заиграли у четвртом рангу, екипа Омладинца ће се у конкуренцији 16 клубова задржати само једну сезону пласиравши се на крају на 14. место са осовојених мршавих 25 бодова. 
Поновно додиривање дна фудбалери из Дероња ће осетити у лето 2008. године кад су испали у "бетон лигу". У најнижем рангу Омладинац се борио до последњег кола за наслов са Слогом из Чонопље и на крају успео да се врати у Подручје. У "сомборској лиги" остаје само једну сезону када ће опет "склизнути" у нижи ранг. Након годину дана играња у "бетону" екипа Омладинца се враћа у предпоследњи ранг (МОЛ Сомбор - 1. разред) у коме наступа до данашњих дана. 
У лето 2020. године нелогичном одлуком извршног одбора Подручног фудбалског савеза Сомбор, Задругар из Српског Милетића је као четвртопласирани клуб на табели МОЛ - 1. разред је пре трећепласираног Омладинца из Дероња стекао право наступа у већем рангу?! 

## Занимљивости
- ФК Омладинац носилац је фер-плеја на подручју Фудбалског савеза Сомбор за годину 1975.[4].

## Успеси
- МФЛ Сомбор — први разред
Освајач: 1984/85, 1994/95. 2008/09, 2010/11.
- МФЛ Сомбор — други разред (4. група)
Освајач: 1957/58, 1990/91.
- Општински фудбалски куп
Освајач: 1987 [5]